# 同登-谅山口岸经济区
同登-谅山口岸经济区，成立于2008年10月，是越南9个最重要的口岸经济区之一。整个经济区面积为394平方公里，包括非关税和关税区。两个最重要的过境通道为友谊口岸（道路）和同登口岸（铁路）。该经济区计划成为南宁-谅山-河内-海防经济走廊的一个节点，成为越南东北部谅山省的经济推动力。